# Neoglyphidodon
Neoglyphidodon – rodzaj morskich ryb okoniokształtnych z rodziny garbikowatych. Niektóre gatunki hodowane w akwariach morskich.

## Klasyfikacja
Gatunki zaliczane do tego rodzaju:

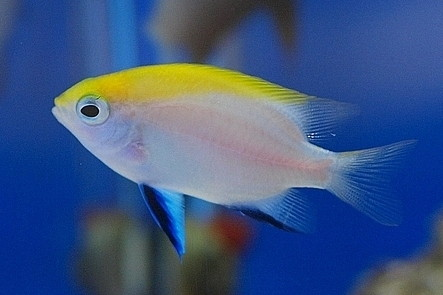
Neoglyphidodon bonang
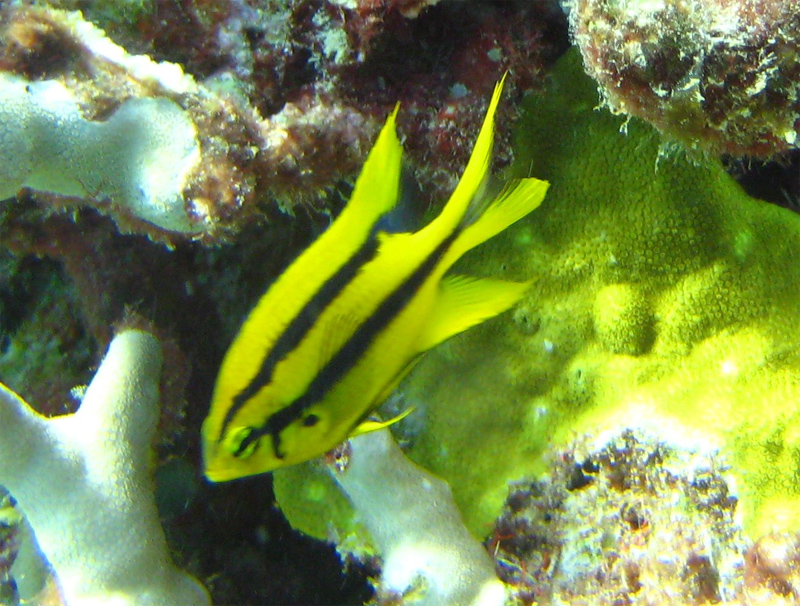
Neoglyphidodon carlsoni
- Neoglyphidodon crossi
- Neoglyphidodon melas
- Neoglyphidodon mitratus
- Neoglyphidodon nigroris
- Neoglyphidodon oxyodon
- Neoglyphidodon polyacanthus
- Neoglyphidodon thoracotaeniatus

- Neoglyphidodon melas
- Neoglyphidodon nigroris